# Prenantia dichotoma
Prenantia dichotoma är en mossdjursart som beskrevs av Gordon 1989. Prenantia dichotoma ingår i släktet Prenantia och familjen Smittinidae. Inga underarter finns listade i Catalogue of Life.